# Meta Runner
Meta Runner (известный в течение третьего и последнего сезона как Meta Runner: The Final Season) — австралийский научно-фантастический анимационный веб-сериал в жанре киберпанк, созданный Кевином и Люком Лердвичагулами. Производство Glitch Productions при финансовой поддержке Screen Australia, Crunchyroll, AMD и Epic Games. Премьера состоялась на YouTube 25 июля 2019 года. Премьера второго сезона состоялась на канале GLITCH 16 октября 2020 года. Премьера третьего и последнего сезона состоялась 22 июля 2022 года.
Действие сериала происходит в футуристическом обществе, где развлечения и образ жизни основаны на видеоиграх и киберспорте. Лучшие из лучших геймеров в этом обществе заменяют одну из своих рук кибернетической рукой, чтобы оптимизировать производительность игрового процесса, и называются «Meta Runners». Сериал посвящён девушке по имени Тари, страдающей амнезией, которая обнаруживает, что у неё есть способность перемещаться внутри видеоигр, и сталкивается с тайной группой MD-5, помогая ей разоблачить коррумпированную компанию TAS Corp.
Пилот спин-оффа под названием Ultra Jump Mania, основанного на одноимённой вымышленной видеоигре из сериала, вышел 4 сентября 2020 года, но его не продлили на полный сезон.